# Jan Soukup (hudebník)
Jan Soukup (* 15. května 1990 Praha) je český fagotista, hudebník, aranžér a pedagog.

## Studium
Je absolventem Janáčkovy konzervatoře a Gymnázia ve fagotové třídě Mgr. Evalda Bartuska (býv. sólofagotista Janáčkovy filharmonie Ostrava). Během šestého ročníku na Janáčkově konzervatoři založil orchestrální akademii Moravskoslezská Sinfonietta.
Studoval na Ostravské univerzitě ve třídě Doc. Mgr. Zdeňka Fintese (býv. sólofagotista Janáčkovy filharmonie Ostrava). Během bakalářského studia absolvoval studia také na Královské konzervatoři v Bruselu pod vedením Doc. Luca Loubryho (býv. sólofagotista Belgického národního orchestru). Magisterské studium absolvoval na VŠMU v Bratislavě ve fagotové třídě Doc. Romana Mešiny (býv. sólofagotista Slovenské filharmonie).
Během studií působil v operním sboru Národního divadla moravskoslezského v Ostravě, ve Filharmonii Hradce Králové a vzdělával se soukromě na Pařížské konzervatoři.

## Profesní působnost
Od roku 2011 působí jako jednatel správní rady symfonického orchestru Moravskoslezská Sinfonietta, od roku 2014 vyučuje na Základní umělecké škole Bohuslava Martinů v Havířově a od roku 2021 působí jako člen správní rady Symfonického dechového orchestru Májovák Karviná. Od 1. září 2017 do 30. ledna 2020 zastával funkci zástupce statutárního orgánu ZUŠ Bohuslava Martinů v Havířově. Vyučoval také na Gymnáziu Hranice.
V roce 2015 uvedl s fagotistkou Miroslavou Hrubou a se Štátnou filharmóniou Košice Koncert F dur Jana Křtitele Vaňhala.
V roce 2016 premiéroval Concertino pro fagot a dechový orchestr Julia Fučíka. Tuto skladbu zahrál za doprovodu Symfonického dechového orchestru Májovák Karviná, pod taktovkou velitele a hlavního dirigenta hudby Armády České republiky pplk. Jaroslava Šípa.
V roce 2018 premiéroval jeho autorskou skladbu pro sólový fagot, smíšený sbor a dechový orchestr „Martyrium Trium Sanctarum“ v kostele sv. Petra z Alcantary v Karviné.
V roce 2020 premiéroval s akordeonistkou Marcelou Kysovou skladbu Kontrasty pro fagot a akordeon ostravského skladatele Milana Báchorka a následně toto dílo nahráli pro Český rozhlas.
Je také členem orchestru Ostravská banda a Ostrava New Orchestra, které se zabývají interpretací soudobé hudby.

## Další informace
Hraje na profesionální model fagotu Fox, Heckel a také na kontrafagot Mollenhauer. Věnuje se aranžérské činnosti notového materiálu pro symfonické a dechové orchestry.[zdroj?]
Česká televize v roce 2014 natočila o orchestru Moravskoslezská Sinfonietta, ve které zastává funkci jednatele správní rady dokument s názvem "Vesnický orchestr symfonický".
Od roku 2018 spolupracuje s ředitelem Trojhalí Karolina v Ostravě Ing. Petrem Šnejdarem na projektu Mahler8. Jedná se o uvedení Symfonie č. 8 Es-Dur "Tisíců" Gustava Mahlera 17. a 18. května 2026. V tomto projektu se spojí přes 600 účinkujících (tři orchestry - Moravskoslezská Sinfonietta, Symfonický dechový orchestr Májovák Karviná, Janáčkova filharmonie Ostrava a osm sborů - Sbor Opery Národního divadla moravskoslezského, Canticum Ostrava, Chorus Ostrava, Pěvecký sbor Masarykovy univerzity, Pěvecký sbor v Brně Vox Iuvenalis, Pěvecký sbor Akademie Muzyczne im. Karola Szymanowskiego Katowice, Ondrášek Novojičinský sbor ZUŠ a Motýli Šumperk). Jako sólisté se představí Veronika Rovná (soprán), Liana Sass (soprán), Tereza Kurfiřtová (soprán), Michaela Zajmi (alt), Václava Krejčí Housková (alt), Daniel Schostok (tenor), Lukáš Bařák (baryton) a Jan Hnyk (bas). Celý vokálně-instrumentální aparát bude řídit maestro Christian Arming.
V roce 2022 obdržel ocenění Rady města Karviné za vynikající výsledky v oblasti kultury. V roce 2023 obdržel ocenění Osobnost kultury od Zastupitelstva města Havířova.